# Величка (соляна копальня)
Соляна копальня в місті Величка — соляна шахта у місті Величка, Польща, яка працювала з XIII по XX століття. Копальня відображає розвиток методів і технологій видобутку солі протягом семи століть. Копальня являє собою коридори і галереї на семи підземних рівнях на глибині від 57 м до 198 м загальною довжиною понад 200 км.
З 1978 року соляні копальні в містах Величка і Бохнія входять до списку об'єктів Світової спадщини ЮНЕСКО.

## Історія
Археологічні дослідження території Велички (8 км від сучасного Кракова) показали, що виварювання розсолу, який черпали із соляних джерел, застосовували тут уже в IV тис. до н. е.
Пізніше почали будувати розсільні колодязі (вертикальні виробки, які розкривали горизонт солоних вод). Імовірно, під час таких робіт гірники почали натрапляти на поклади кристалічної солі, що й започаткувало підземну розробку родовища.
Поклади велицької солі почали експлуатувати у 80-х роках XIII століття. Тут був розташований великий центр солеваріння, що мав назву Magnum Sal — Велика сіль (звідси й назва «Величка»). Вигідні гірничо-геологічні умови, простий доступ до соляних покладів привели до швидкого розвитку шахти й виникнення поселення гірників, якому в 1290 році були даровані права міста. Шахта була власністю польських королів і давала на той час більше 30 % надходжень у державну казну. У 1368 році король Казимир Великий затвердив «Гірничий статут», який урегульовував правові питання організації та управління Краківськими копальнями солі (разом з «Величкою» в підприємство входила шахта в Бохні). Згідно із статутом, була встановлена адміністративна ієрархія, окреслені компетенція й права гірників та чиновників-контролерів. Визначалися також річні обсяги видобутку й правила торгівлі. Від імені короля шахтою керував соляний пристав (т.з. «жупник»). «Гірничий статут» був одним з перших в Європі гірничих привілеїв, який звільняв гірників від феодальної залежності, закладав підвалини нових відносин у господарстві та суспільстві.

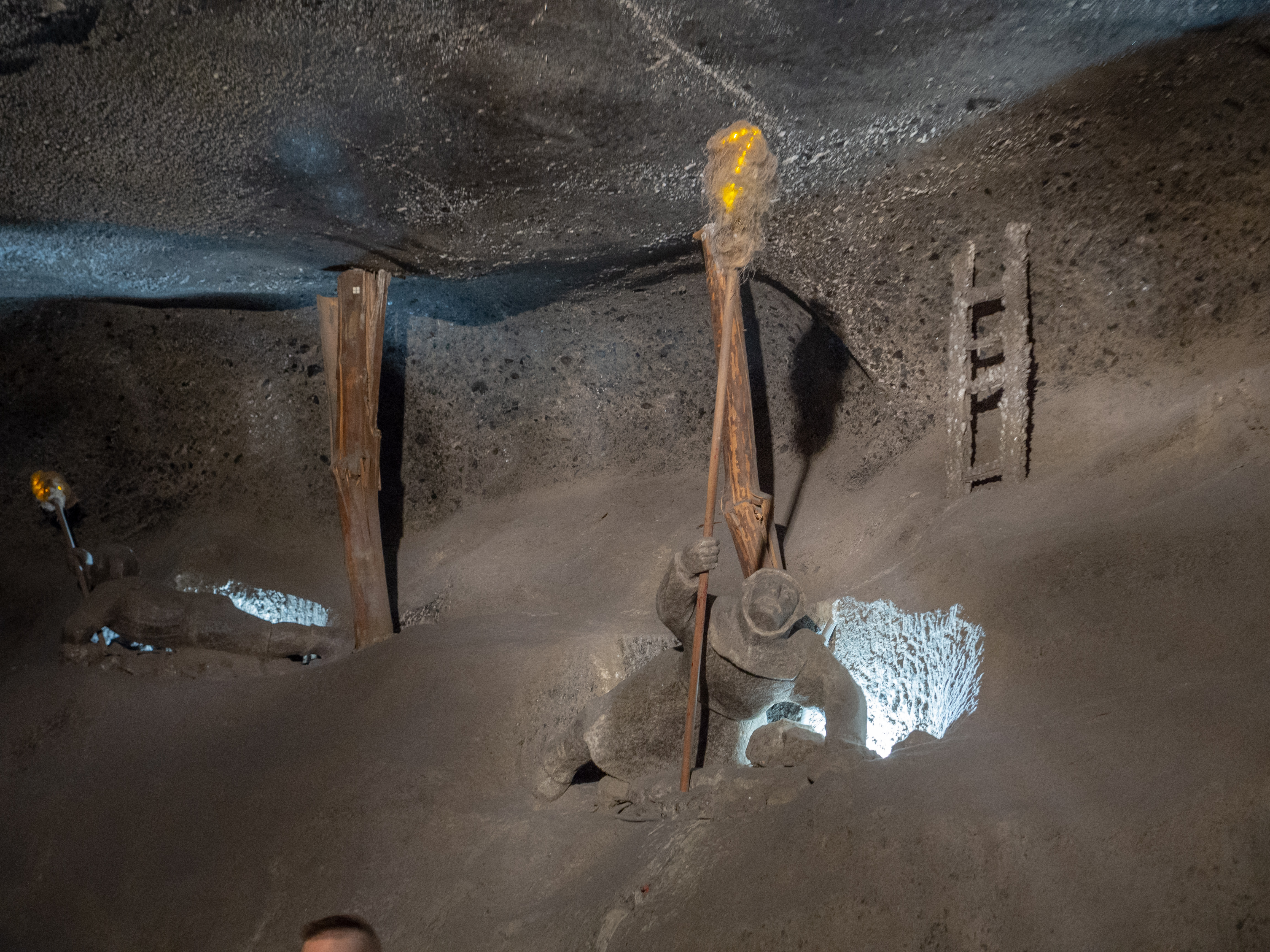
Скульптурна композиція «Покутники» — випалювачі газу метану.

У XIV столітті у Велицькій шахті було близько 60 солекопів-стольників, які мали свої ділянки розробок і спадкоємні права на гірничу діяльність. Вони наймали гірників, організовували підземні роботи (часом працювали й самі), а видобуток продавали королівському приставу за фіксованою ціною. У кожному стволі був штейгер, який керував підземними роботами, відповідав за технічний стан машин і безпеку виробок.
У XIV столітті у «Величці», окрім першого («Горишівського»), діяли ще чотири стволи: «Регіс», «Свадковський», «Свєнтославський» і «Водяна гора». Останній слугував для підйому розсолу, оскільки, поряд з механічними способами видобутку, застосовували також водне розчинення солі й транспортування розсолу.
Наприкінці XV століття король, маючи великі борги перед багатими міщанами, віддав їм у заставу Краківські копальні. У результаті хижацького господарювання тимчасових правителів Велицька шахта була розорена й спустошена. У 1507 році копальню викупив із застави Ян Бонер і з часом повернув їй колишнє значення.

До XVI століття гірничі роботи були сезонні (з осені до весни), потім видобуток вели безперервно. За свідченнями відомих відвідувачів копальні (папський нунцій Ф. Руджері, літератор Х. Шедель, венеціанський посланник Х. Ліппомано), у XVI столітті на шахті постійно працювали 1000—1500 гірників, а річний видобуток солі сягав до 7-8 тис.т. У цей час у «Величці» було збудовано три нових стволи: «Бонер», «Буженін», «Льоїс». Як писав французький дослідник Ле Лабур'єр (1647 р.):
«Соляні копальні велицькі не менш знамениті, ніж піраміди єгипетські, але корисніші. Вони є похвальною пам’яткою працелюбності поляків».
Нестача грошей на військові походи змусила короля Стефана Баторія знову передати шахти в оренду. Корисливе господарювання нових хазяїв (П. Прован, С. Любомирський) збіглося зі стихійними лихами (епідемії, пожежі), бунтами гірників та жорстоким їх приборканням. Усе це призвело до регресу видобувних робіт.
Нове піднесення гірництва у «Величці» розпочалося за часів короля Сигізмунда III, який стимулював професійну майстерність гірників, запрошував іноземних спеціалістів для інженерно-технічних робіт. Так, шведський геодезист М. Герман у 1631—1639 рр. виконав відомі плани трьох горизонтів шахти, а також міста Велички. Видобуток у цей період сягав від 20 до 40 тис. т щорічно.
Подальший розвиток копальні пов'язаний із передачею правління саксонським підприємцям (1718 р.) і дорученням технічного нагляду талановитому інженеру Я. Борляху (з 1743 р.), який виконав нові плани гірничих робіт, запропонував оригінальні розв'язання технічних проблем, поглибив стволи до третього рівня, ввів новий гірничий статут, сприяв появі в камерах копальні творів мистецтва, які здобули їй всесвітню славу.
У 1772 році, після поділу Польщі, «Величка» відійшла до Монархії Габсбургів (з 1804 року Австрійська імперія, з 1867 — Австро-Угорщина). Шахта була належно оцінена, збережена, а в XIX столітті модернізована. З 1867 року правління копальнею було підпорядковане галиційській владі у Львові. Сіль видобували до 1996 року, але вже в XIX столітті соляна шахта у Величці мала екскурсійні маршрути і була своєрідним музеєм. За сім століть експлуатації тут було видобуто 7,5 млн м³ солі. Вражаючі гірничі виробки (2040 камер різної величини), гірнича техніка різних часів, твори мистецтва, неповторність підземної архітектури сприяли внесенню у 1978 році Велицької шахти до переліку найцінніших об'єктів світової культури ЮНЕСКО.

## Геологічна інформація
Велицьке родовище є частиною підкарпатської соленосної зони, яка виникла близько 20 млн років тому в міоцені. Родовище утворилося у результаті випару міоценського моря в умовах особливо сухого й жаркого клімату. Внаслідок пізніших тектонічних зсувів, пов'язаних з формуванням Карпат, первинні відклади переміщалися, що створило складну й неповторну будову соляного родовища. Характерною його особливістю є те, що воно складається з двох різних частин. Верхня — у вигляді брил і блоків кам'яної солі, розміщених у зелених соляних мулах. У цій частині на невеликих глибинах 50-140 м розміщувалися (сьогодні вже в більшості видобуті) гігантські соляні брили, які сягали об'єму понад 20 тис.м³ (деякі до 100 тис. м³). Внаслідок зеленкуватого кольору кристалів крупнозернистої будови сіль звуть зеленою.
Нижня частина родовища — пластові поклади, які зберегли первинне чергування шарів. Вона сформувалася у вигляді трьох головних складок, круто спадаючих у південному напрямку. Тут залягає дрібнозерниста сіль, яку називають спіновою, разом з якою в підошві родовища залягають шари шурфової солі. Вмісні породи подані мулистими й мулисто-гіпсовими відкладами, які ізолюють родовище від водоносних шарів (четвертинних і юрських). Випадкове порушення гірничими роботами мулового шару, який ізолює поклади, кілька разів приводило в історії шахти до її затоплення водою.
Довжина родовища з заходу на схід сягає 10 км, ширина — 0,5-1,5 км, середня потужність — 400 м. Більшість виробок рудника розміщена у верхній частині родовища, де розташовані брили різної величини. Особливі камери були виконані в таких брилах, причому величина камер залежала від розмірів цих соляних блоків. Після відробки брил почали експлуатацію нижніх соляних покладів пластової будови. Окремі геологічні властивості соляного гірського масиву є причиною повільного затискання пустот велицького родовища, що посилює тектонічні рухи, пов'язані з місцевою тектонікою Карпат. Неоднорідна геологічна будова й петрографічний склад викликають мінливість фізико-механічних властивостей солі й сусідніх порід. Неоднорідність гірського масиву впливала на методи видобутку солі.

## Розвиток технології
Початок механічного видобутку солі у Величці пов'язаний з традиціями солеваріння, причому в умовах копальні з'явилася можливість мати постійний штучний розчин і не залежати від мінливих природних соляних джерел. Розсіл подавали по стволу «Водяна гора», збагачували дрібною сіллю й виварювали в спеціальних ємностях. Як паливо використовували дерево, що, з урахуванням великих об'ємів його споживання, створювало постійну проблему забезпечення солеварень паливом. За думкою німецького дослідника історії гірництва К. Бакса, солеварні Європи були головною причиною винищення в період середньовіччя більшої частини безмежних європейських лісів. Тому механічна (т.з. «суха») розробка підземних соляних покладів, яка дозволяла відразу отримувати високоякісну сіль, мала суттєві переваги.
Спершу проходили ствол, який повинен був влучити у велику соляну брилу. Її експлуатація велася зверху вниз. За допомогою дерев'яних або залізних клинів відділяли соляні блоки правильної форми, які потім поділяли на частини й обтісували в циліндри (т.з. «баби»). Останні, незважаючи на велику масу (від 300 до 2000 кг), перекочували й транспортували на поверхню. Спочатку для підіймання використовували коловорот, який рухався мускульною силою рук. На межі XIV й XV століть, під час правління пристава М. Бонера, почали використовувати великі горизонтальні вали, приводом для яких слугували топчійні колеса. У XV ст., за часів пристава Серафима, над стволом Сераф поставили перший кінний привод, що стало переломною подією в розвитку ефективності вертикального транспорту. Використання коней у шахті почали вже в XVI ст., що значно полегшило транспортування солі й розв'язало проблему «вузького місця» в загальній системі видобутку.
Спочатку кожен ствол був окремою шахтою, а гірничі виробки (камери великих розмірів) не поєднували стволи один з одним. З'єднання стволів розпочали в другій половині XV ст., причому до кінця XVII ст. проведення штреків було безсистемним, з суттєвими недоліками планів гірничих робіт (що почасти пояснюється численними змінами власників і організації робіт). Значний внесок в упорядкування мережі виробок вніс Я. Борлях, а пізніше — австрійська адміністрація наприкінці XVIII ст. (зокрема була введена система поздовжніх та поперечних штреків, що оптимізувало горизонтальний транспорт).
Перші три сторіччя шахта здебільшого поширювалась у горизонтальних напрямках, обмежуючись глибиною 60 м. Поодинокі розвідки більш глибокими шурфами в XV ст. започаткували поверхову розробку родовища. У XVII ст. роботи вели вже на трьох горизонтах, на глибині до 210 м.
Проведення виробок і видобуток солі за допомогою виключно ручного гірничого інструменту тривав до XVIII ст. У 1743 р. у Величці були впроваджені вибухові роботи з використанням пороху, які стали масовими з 1772 р. З початку XIX ст. на шахті діяли парові водовідливні машини. З 1876 р. використовували механічні врубові машини. Кількість діючих стволів зросла до 14 (за весь період експлуатації їх було 26).
Експлуатація кожної брили йшла згори вниз, причому могла тривати кілька десятиліть. У результаті розробки виникали камери з великими габаритами неоднакової форми. По контуру камери гірники залишали соляний шар, який створював своєрідну підтримуючу оболонку й запобігав обрушенню гірських порід. Крім того, стійкість камер забезпечувалася за допомогою дерев'яних стояків або кострів (з XIV ст.), а також соляних ціликів у вигляді опорних стовпів (з XV ст.). У деяких камерах («Михаловіце», «Дроздовіце», «Й. Пілсудського» та ін.) застосовували складні просторові дерев'яні конструкції, які й зараз викликають захоплення в гірничих будівельників і численних відвідувачів копальні.
Разом з розробкою соляної брили велися підземні пошукові роботи за допомогою горизонтальних штреків, які споруджували в різних напрямках. Таким чином навколо ствола створювалася складна система виробок на кількох горизонтах. Для підтримання пошукових та транспортних виробок використовували зазвичай різні конструкції дерев'яного рамного кріплення.

## Найвідоміші виробки велицької копальні
Після закінчення розробки в 1996 р. персонал шахти був переорієнтований на створення туристичних підземних трас, відновлення старих виробок і камер, забезпечення їх стійкості й безпеки, реставрацію давніх гірничих машин і обладнання. Зараз надходження від туризму багаторазово перевищують прибуток від промислового використання шахти в останні десятиріччя.
На сьогодні в копальні зареєстровано 194 км гірничих виробок (загальний об'єм понад 855 тис. м3) та 2040 камер (об'єм перевищує 6,5 млн м3).
| Соляна шахта в місті Величка                      |                                              |                            |                             |
| Entrance to the Salt mine (Nadszybie Daniłowicza) | St Barbara's statue                          | Стара лебідка в музеї      | Пам'ятник Казимиру Великому |
| Старий коридор                                    | Da Vinci's «The Last Supper», carved in salt | Bottom of St Kinga's Shaft | Солекопи                    |

Сьогодні відвідання старої частини шахти розпочинається спуском по стволу «Данилович» (збудований у 1635—1642 роках) дерев'яними сходами з 394 сходинок, що ведуть до І-го горизонту «Боно» (64 м глибини).

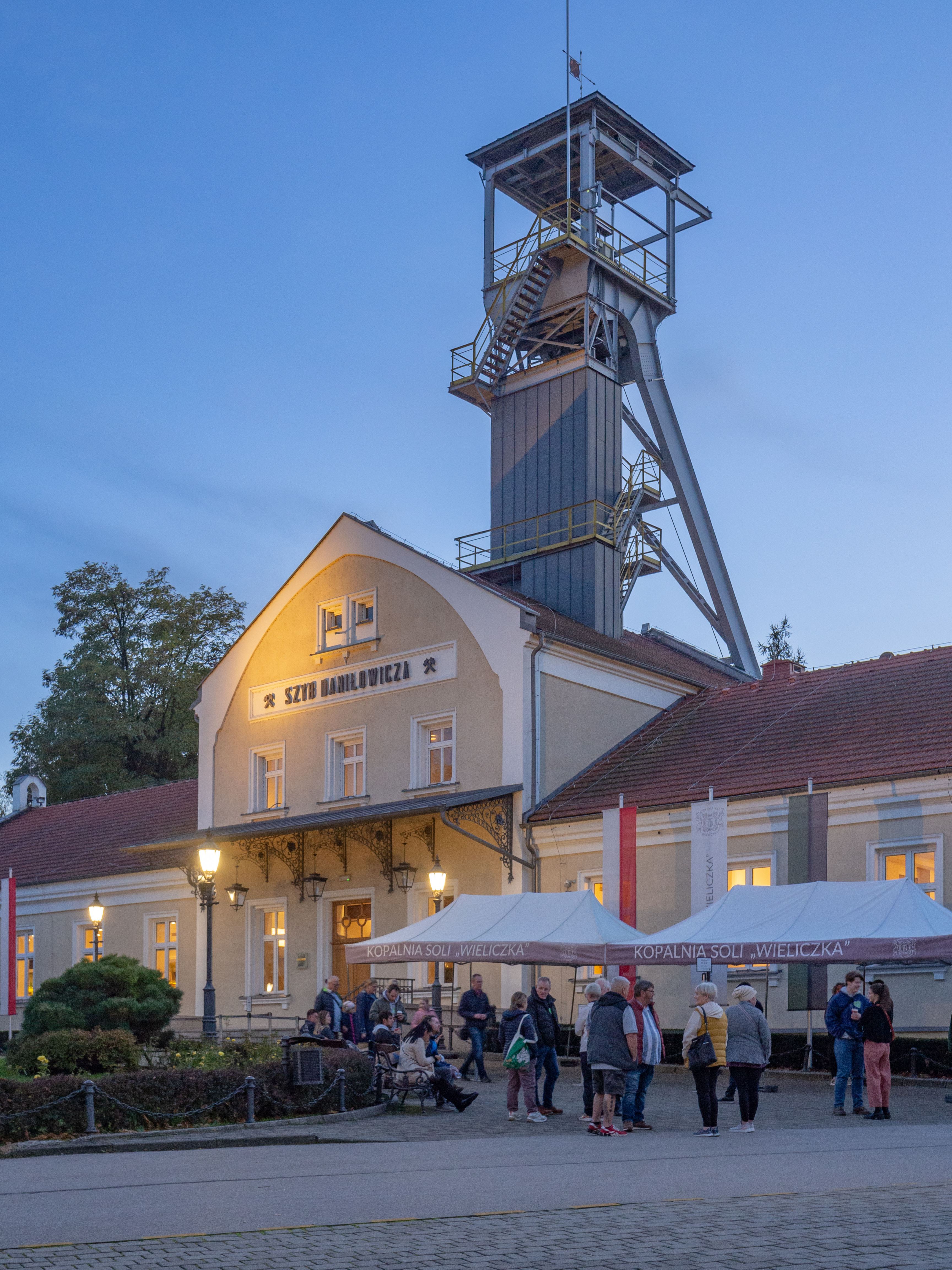
Ствол «Данилович»

- Перша камера «Миколи Коперника» була споруджена в брилі зеленої солі наприкінці XVII ст. Вона мала округлу форму й уміщувала кінний привод підіймальної машини. Зараз у ній встановлений пам'ятник Копернику (скульптор В. Хапек), який відвідував шахту під час навчання в Ягеллонському університеті (1493 р.). Обік камери розташована каплиця св. Антонія, покровителя гірників. Це найстаріша каплиця, яка збереглася повністю. Перше урочисте богослужіння провели тут у 1698 р. Каплиця була споруджена в соляному моноліті, а статуї Петра й Павла, Богородиці, св. Антонія, короля Августа ІІ вирізьблені з окремих соляних блоків (як і більшість інших скульптур копальні). Вівтар у стилі бароко являє собою соляний барельєф.
- Камера «Яновіце» з'явилася в першій половині XVII ст. як розширений штрек. У 1967 р. тут створена скульптурна композиція (автор М. Клюзек), яка відображає легенду відкриття велицької солі княгинею Кінгою.Камера «Яновіце»

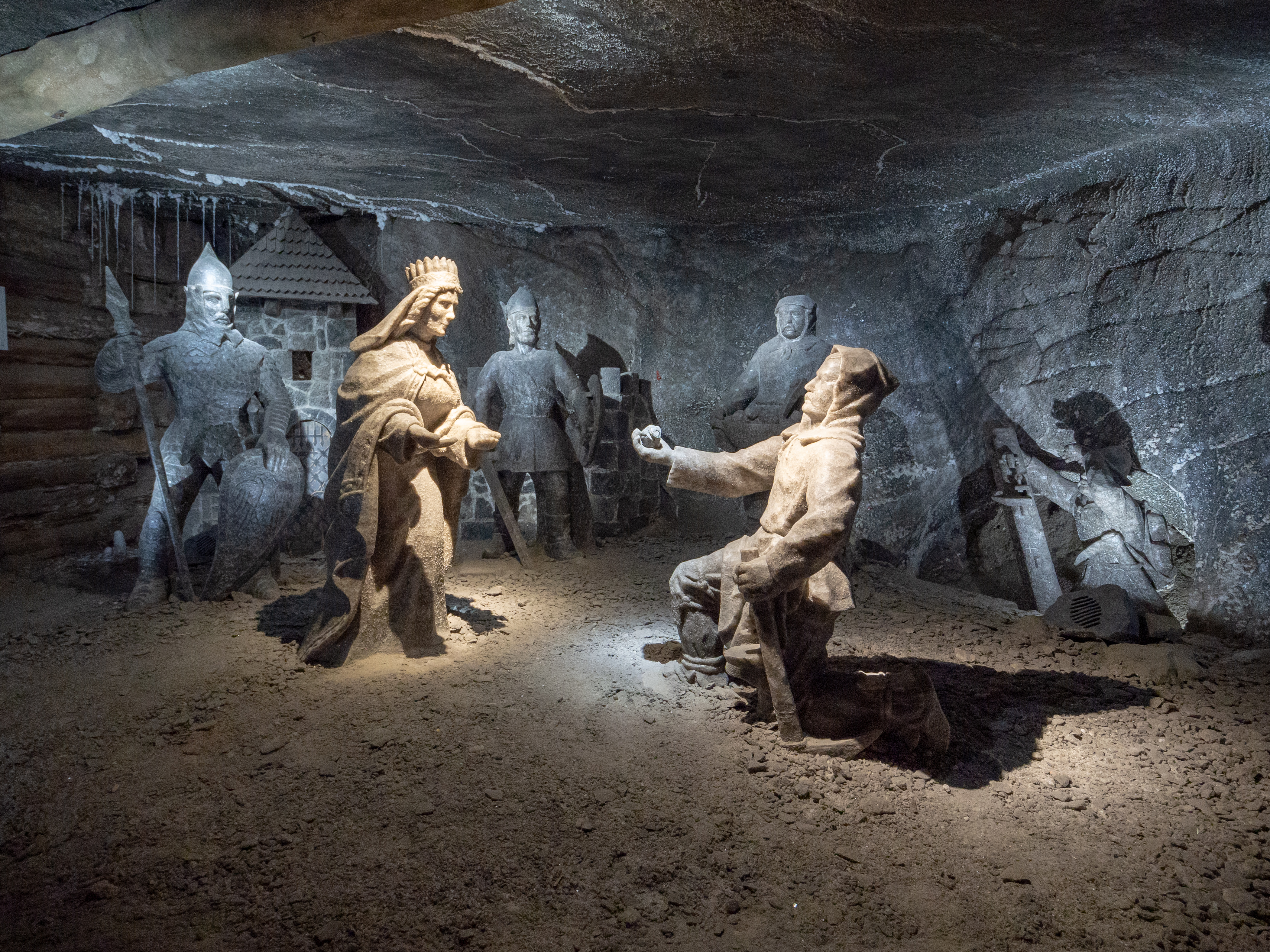
Камера «Яновіце»

Ім'ям блаженної Кінги названа одна з найбільших і найкрасивіших каплиць копальні. Її обладнали в 1896 р. в камері, яку створювали в 1870—1880 роках. Вона знаходиться на глибині 101 м, має висоту 10-12 м, ширину — 15-18 м і довжину близько 55 м. Головним виконавцем скульптурних робіт був шахтар Ю. Марковський, який працював тут у 1895—1920 рр. Багатий вівтар, численні скульптури святих, барельєфи, що відображають основні події Євангелія створюють неповторний ансамбль підземного храму. Особливу надзвичайність додає каплиці та обставина, що все в ній зроблено із солі різних кольорів. У світі є небагато місць, які вражають і надихають людину такими високими почуттями, як ця зала. Завдяки чудовій акустиці, каплицю св. Кінги часто використовують як концертний зал камерної музики.
- Приствольна камера ствола «Кенегунда» збудована в 1829 р. Ствол з'єднував перший («Боно») та другий («Братів Марковських») видобувні горизонти. На контурі виробки помітні вигадливі форми вторинної кристалізації солі. Скульптури камери демонструють традицію шахтарських вірувань у підземних гномів (т.з. «краснолюдків»). Автор (С. Козик) зобразив їх у вигляді майстрів основних гірничих спеціальностей велицької копальні. Кожен гном — це приклад шахтарської професії (є навіть штейгер). Тільки весела фігурка з розставленими руками (у центрі композиції) викликає запитання відвідувачів. На дотепну думку велицьких гірників, це образ представника професійної спілки.
- Камера «Еразма Баронча» створена в 1846 р. і названа ім'ям директора від австрійської адміністрації. Вона поєднана штреком із каплицею Кінги. Дно камери заповнили розсолом і на цьому штучному озері збудували помости для відвідувачів. Камера служить також цікавим прикладом забезпечення стійкості виробки комбінацією соляних ціликів, дерев'яних кострів і «органного» кріплення (встановлені один до одного дерев'яні стояки нагадували труби органа).
- Камера «Михаловіце» споруджувалася у 1717—1761 роках і є однією з найбільших (об'єм близько 20 тис. м3). Назва походить від імені Михайла Михаловича, прапороносця польського короля Яна Собеського, армія якого визволила Відень від турецької навали. Незадовільний стан покрівлі камери став причиною спорудження унікального дерев'яного кріплення, яке, окрім функціонального, несе високе естетичне «навантаження». Центральна частина кріплення являє собою дві масивні опори з колод, поєднаних за допомогою металевих стрічок та скоб. Цікавим є забезпечення просторової стійкості конструкції (розноси, перекриття, стяжки).
- Камера «Веймар» почала експлуатуватися у перші роки ХХ ст. Має форму дзвона об'ємом понад 10 тис. м3. У ній відсутнє підпорне кріплення. Спочатку соляну брилу пройшли похилою виробкою поміж нижнім (транспортним) і верхнім (вентиляційним) штреками. Видобуток почали зверху, ідучи в боки і вниз. Зараз у камері збудовані дерев'яні сходи й платформи, а дно заповнене соляним розчином. Завдяки корисній шахтній атмосфері, у копальні створено протиалергійний санаторій (камери «Веймар» і «Вессель» служать для реабілітації хворих).
- Камера «Варшава». У XIX ст. створена камера «Варшава», яка має розміри 54х17х9 м. Своєю формою вона нагадує сучасні спортивні зали, тому й використовується для проведення спортивних змагань, танцювальних вечорів, урочистих зборів. У ній зроблена дерев'яна підлога.
- Камера «Длугоша» має прекрасну акустику: використовується як концертна зала. Вражаючі конструкції дерев'яних кострів і «органного» кріплення споруджені тут здебільшого як декоративний елемент оформлення зали.

## Резюме
Таким чином, копальня солі у Величці є сьогодні не тільки музеєм, а й пам'яткою неповторної підземної архітектури і скульптурного мистецтва, медичним центром, концертним і спортивним палацом, лекторієм, має навіть підземне поштове відділення (єдине у світі).
Всесвітній туристичний інтерес, великі практичні можливості використання гірничих виробок велицької шахти свідчать про актуальність і перспективність відродження історичних шахт.